# La Main de Punta del Este
Vous pouvez aider à l'améliorer ou bien discuter des problèmes sur sa page de discussion.
- Son texte doit être wikifié : il ne correspond pas à la mise en forme Wikipédia (style, typographie, liens internes, liens entre les wikis, etc.). (Marqué depuis décembre 2024)
- La traduction doit être revue. Le contenu est difficilement compréhensible à cause d’erreurs de traduction, peut-être dues à l’utilisation d’un logiciel de traduction automatique. (Marqué depuis décembre 2024)

La Mano ( La Main ) est une sculpture située à Punta del Este réalisée par l'artiste chilien Mario Irarrázabal. Elle représente cinq doigts humains émergeant partiellement du sable et est situé sur Parada 1 à la plage de Brava à Punta del Este, une ville touristique très prisée en Uruguay. Cette œuvre, également connue sous les noms de Los Dedos (« Les Doigts ») ou Hombre Emergiendo a la Vida (« L'Homme émergeant à la vie »), est devenue une icône culturelle. En anglais, elle est communément appelée The Hand.
Cette sculpture emblématique, achevée en février 1982, est devenue un symbole incontournable de Punta del Este. Elle figure parmi les monuments les plus reconnaissables de l'Uruguay.

## Histoire
La sculpture a été réalisée par l'artiste chilien Mario Irarrázabal à l'été 1982, lors de sa participation à la première rencontre internationale annuelle de sculpture moderne en plein air à Punta del Este. Il y avait neuf sculpteurs, et il était le plus jeune d'entre eux. [1] À la suite d'un désaccord concernant l'attribution des emplacements dans une place publique, l'artiste a choisi de réaliser sa sculpture directement sur la plage. [1] L'artiste s'est inspiré de l'idée d'une main « en train de se noyer » afin de sensibiliser les nageurs, les eaux de La Barra, situées en amont de la plage, étant réputées pour leurs vagues puissantes, idéales pour le surf. A l'inverse, les eaux de Solanas étaient beaucoup plus calmes et mieux adaptées aux activités comme la natation et la planche à voile.
Bien qu'Irarrázabal ait disposé de tout l'été pour achever le projet, il a réussi à le terminer en seulement six jours, [1] malgré quelques retards causés par le fort vent du sud-est, fréquent à Punta del Este. Les doigts, composés de béton et de plastique, ont été renforcés avec des barres d'acier, un treillis métallique et recouverts d'un solvant protecteur résistant à la dégradation pour préserver l'extérieur en plastique.
Tout au long de cet été, des sculpteurs du monde entier ont travaillé sur leurs créations sur la plage, mais seul celui d'Irarrázabal continue de trôner sur la plage aujourd'hui, [1] n'ayant jamais quitté son emplacement d'origine et restant en grande partie intact. Cette œuvre a conféré une renommée internationale à Mario Irarrázabal, se popularisant largement à travers les photographies touristiques et les reproductions sur des cartes postales. Par la suite, il a réalisé des répliques proches ou exactes de la sculpture pour la ville de Madrid (en 1987), la Mano del Desierto (Main du Désert) dans le désert d'Atacama au Chili (1992) et à Venise (1995).